# クオリアンカ・キルヒャー
クオリアンカ・キルヒャー (Q'Orianka Kilcher, 1990年2月11日 - ) は、アメリカ合衆国の女優。

## 略歴
ドイツのバーデン＝ヴュルテンベルク州生まれ。ファーストネームのクオリアンカ (Q'Orianka) は、ケチュア語でイヌワシの意味。父親はペルーのケチュア出身のアーティスト、母親はアラスカ生まれのスイス系人権活動家。歌手のジュエル（ジュエル・キルヒャー）は親戚にあたる。
2歳の時にハワイに移り、ハワイアン・ダンスやアフリカン・ダンスを習う。その後カリフォルニアに移る。
2005年、コリン・ファレル主演の『ニュー・ワールド』のヒロイン、ポカホンタスに抜擢される。撮影中、キルヒャーは14歳であったため、ファレルとのラブ・シーンのいくつかは後に削除された。

### 私生活
プライベートではアムネスティのキャンペーンに参加したり、アマゾン川の汚染に反対するなど、チャリティに積極的にかかわっている。

## 主な出演作品

### 映画
| 公開年 | 邦題 原題                                                      | 役名               | 備考 |
| ------ | -------------------------------------------------------------- | ------------------ | ---- |
| 2000   | グリンチ How the Grinch Stole Christmas                        | コーラスのメンバー |      |
| 2005   | ニュー・ワールド The New World                                 | ポカホンタス       |      |
| 2010   | プリンセス・カイウラニ Princess Ka'iulani                      | カイウラニ王女     |      |
| 2013   | パニッシュメント The Power of Few                              | アレクサ           |      |
| 2015   | アンナチュラル Unnatural                                       | リリー             |      |
| 2017   | 荒野の誓い Hostiles                                            | エルク・ウーマン   |      |
| 2019   | 劇場版 ドーラといっしょに大冒険 Dora and the Lost City of Gold | カワイラカ王女     |      |
| 2019   | カラー・アウト・オブ・スペース -遭遇- Color Out of Space       | トゥーマ市長       |      |
| 2022   | ドッグ Dog                                                     | ニッキー           |      |

### テレビシリーズ
| 放映年     | 邦題 原題                                | 役名                           | 備考         |
| ---------- | ---------------------------------------- | ------------------------------ | ------------ |
| 2010       | サンズ・オブ・アナーキー Sons of Anarchy | Kerrianne Telford              | 4エピソード  |
| 2011       | ネバーランド Neverland                   | Aaya                           | ミニシリーズ |
| 2012       | THE KILLING 〜闇に眠る美少女 The Killing | メアリー / メイド              | 2エピソード  |
| 2018       | エイリアニスト The Alienist              | メアリー・パーマー Mary Palmer |              |
| 2020,2022- | イエローストーン Yellowstone             | アンジェラ・ブルー・サンダー   |              |